# Split-Rocker
Split-Rocker is een kunstwerk van Jeff Koons.
Split-Rocker is een bloemensculptuur. Het werd in 2000 opgesteld op een binnenplaats van het Palais des Papes in Avignon. In 2008 was er ook een te bezichtigen in de tuinen van het Kasteel van Versailles in het kader van een tentoonstelling.